# 辛提人
辛提人（Sinti），又译作辛塔人（Sinta）、辛特人（Sinte）（名稱可能來自現時屬於巴基斯坦的信德省），约于中世纪从印度逐渐迁徙至欧洲。部分学术分类将其归纳为中欧罗姆人的一支。而按联合国资料，则将彼此并列作两个民族。
辛提人和罗姆人一样在二次世界大战期间成为纳粹大屠杀的受害者。